# Lake Ellesmere / Te Waihora
Der Lake Ellesmere / Te Waihora ist ein See in der Region Canterbury auf der Südinsel von Neuseeland. Er ist der viertgrößte des Landes.

## Geographie
Der See liegt wenige Kilometer südlich von Christchurch direkt an der Küste und wird nur durch die 28 km lange Landzunge Kaitorete Spit vom Pazifischen Ozean getrennt. Östlich des Sees liegt angrenzend die Banks Peninsula.
Der See hat eine Größe von 19.760 Hektar. Die tiefste Stelle des Sees misst 3 Meter, wobei die mittlere Wassertiefe 1,4 Meter beträgt. An der Nordwestseite des Sees mündet der Selwyn River/Waikirikiri in den See. Der New Zealand State Highway 75 verläuft östlich des Sees.

## Entstehung
Der See entstand vor rund 6000 Jahren durch die Geröllablagerungen des Rakaia River, der sich südwestlich des Sees befindet und seinerzeit mittels seiner Ablagerungen die Landzunge Kaitorete Spit bildete. Ursprünglich als Lagune ausgebildet, kann man heute Lake Ellesmere (Te Waihora) als See bezeichnen, da der Wasserzufluss durch den Selwyn River/Waikirikiri geschieht und ein Wasseraustausch mit dem Meer nicht stattfindet. Gleichwohl ist der See auf Grund seiner Entstehungsgeschichte salzhaltig. Ein ständiger Abfluss zum Meer existiert nicht. Wenn der Wasserstand des Sees ein für die angrenzende Landwirtschaft bedrohlichen Zustand annimmt, wird am südwestlichen Ende des Sees bei Taumutu ein Abfluss geschaffen, wenn dieser nicht auf natürliche Weise entsteht.

## Natur
Der See und seine angrenzende Naturlandschaft beherbergt 166 verschiedene Arten von Vögeln, wovon 133 als indigen (einheimisch) gelten. In ihrer Anzahl bilden sie eine Population von bis zu 98.000 Exemplaren. 37 Arten brüten im See und bevölkern den See über das gesamte Jahr hinweg. Einige Gebiete des Sees sehen unter Schutz und rund 35 % des Seegebietes werden von Department of Conservation (DOC) betreut.
Von der kleinen Siedlung Birdling’s Flat am Ostende erstreckt sich eine Schotterstraße entlang der Landzunge. Diese ist Standort der bedeutendsten Bestände des vom Aussterben bedrohten endemischen Strauches „Shrubby tororaro“ (Muehlenbeckia astonii). Im Brackwasser des Sees leben 47 verschiedene Fischarten, darunter Flunder und Aale. 27 Arten zählen zu den Süßwasserfischen und 20 Arten zu Meeresfischen. Auf dem See leben u. a. Kanadagänse und Schwarzschwäne.
Das Ökosystem des Sees gilt wegen der menschlichen Aktivitäten in den Canterbury Plains als stark bedroht. Ein Grund ist der zunehmend geringere Wasserzufluss zu dem See. Rund um den Irwell River, der als weiterer Zufluss des Sees gilt, wurden innerhalb nur 10 Jahren in der Vergangenheit 40 weitere Brunnen gebaut, was dazu führte, dass dem See rund 11 Millionen Tonnen Wasser pro Jahr vorenthalten wurden. Das führte dazu, dass der Wasserpegel des Sees vor allem in trockenen Jahreszeiten weiter bedenklich sinkt. Auf der Webseite des Waihora Ellesmere Trust wird deshalb ständig der aktuelle Wasserstand des Sees angezeigt, der beispielsweise am 15. Dezember 2015 lediglich 0,74 Meter anzeigte.

## Maoribezeichnung und Besitz
Der Māori-Name des Sees ist Te Waihora, „sich ausbreitende Wasser“. Das Seebett wurde unter dem Ngāi Tahu Claims Settlement Act von 1996 in das Eigentum der Ngāi Tahu zurückgegeben.